# Naiyer Masud
Naiyer Masud (Lucknow, Uttar Pradesh, India; 1936-24 de julio de 2017) fue un escritor indio.

## Biografía
Vivió siempre en Lucknow (Uttar Pradesh), en una casa construida por su padre, catedrático de persa como él, a la que este denominó Adabistan ('Casa de la Literatura').
Fue catedrático de lengua persa en la Universidad de Lucknow hasta su jubilación, y traductor de literatura persa al urdu y en particular de Kafka. Fue doctor en literatura persa por la Universidad de Lucknow y en literatura urdu por la Universidad de Allahabad.

## Obra
Fue un declarado admirador de Kafka, Poe y Borges. Además de ensayos literarios y algunos cuentos infantiles, escribió tres volúmenes de relatos que recibieron importantes galardones de la India, como el premio Urdu de la Sahitya Akademi en 2001, o el Saraswati Samman en 2008. Este último premio, otorgado por la Fundación Birla a una obra literaria excepcional escrita en cualquier lengua de la India, es uno de los honores literarios más prestigiosos del país.